# Wet, Hot American Dream
«Wet, Hot American Dream» — песня американской певицы Эйвы Макс. Она была выпущена 1 июля 2025 года лейблом Atlantic Records как третий сингл её предстоящего альбома Don’t Click Play.

## Предыстория
Макс выпустила сингл перед запланированным выступлением на специальном выпуске Macy’s 4th of July Fireworks. Композиция, выпущенная всего за несколько дней до национального праздника, соответствует праздничной теме мероприятия, где она выступит вместе с такими артистами, как Jonas Brothers, Эрик Чёрч, Ленни Кравиц, Кеке Палмер и Триша Йервуд,

## Композиция
«Wet, Hot American Dream» — жизнерадостная, синти-композиция, которая сочетает в себе смелую чувственность с американскими образами. В припеве Макс поёт: «Tell me all your dirty secrets / All your fantasies / I wanna be your blue jean, white tee, wet, hot American dream», строку, которая отражает провокационный тон песни, даже если она не обязательно адаптирована для сетевого телевидения. Stardust Magazine отметил, что песня «без извинений весёлая, и Лана Дель Рей-встречает-вибрации Джессики Симпсон, покрытые современным электропоп блеском», описывая песню как «пропитанный неоном гимн, который излучает уверенность и поп энергию».

## Чарты
| Чарт (2025)                | Высшая позиция |
| -------------------------- | -------------- |
| Lithuania Airplay (TopHit) | 35             |

## Примечения
1. 1 2  Rossignol, Derrick. Ava Max Wants To Be Your 'Wet, Hot American Dream' On Her Spicy New Single. Uproxx (1 июля 2025). Дата обращения: 3 июля 2025.
2. ↑  Ava Max Heats Up Summer with "Wet, Hot American Dream". Stardust Magazine. United States. 2025-07-02. Дата обращения: 2025-07-03.
3. ↑  Top Radio Hits Lithuania Weekly Chart: Jul 24, 2025 (англ.). TopHit (25 июля 2025). Дата обращения: 25 июля 2025.